# Салон відхилених

Джеймс Вістлер, Симфонія в білому № 1. Дівчина в білому, 1862, Національна галерея мистецтва, Вашингтон

Салон відхилених (фр. Salon des Refusés) — виставка, паралельна офіційній французькій, на якій було представлено полотна та скульптури, відхилені в 1860-х — 1870-х роках журі Паризького салону. Найбільша виставка відбулася 1863 року з ініціативи імператора Наполеона III після того, як методи відбору робіт на Паризький салон зазнали загальної критики.

## Передісторія
Від XVII століття найбільшою (і по суті єдиною) художньою виставкою Франції був Салон Академії, афілійований зі Школою витончених мистецтв. Журі, яке відбирало для неї картини, орієнтувалося на традиційні уподобання художніх академій, тобто схилялося до художніх стилів, які викладалися на той час у школах витончених мистецтв. У другій половині XIX століття журі зазнавало все більше і більше критики. Всередині журі розігрувалися нескінченні інтриги через ухвалення полотен певних художників. Презентація своїх робіт на Паризькому салоні, отримання позитивних відгуків у пресі та можливість бути відзначеним премією були для художників важливим кроком до фінансового успіху та достатку. Знехтувані роботи рідко знаходили покупця. За визнанням Йонкінда, йому довелося віддати клієнту гроші, заплачені за його картину, оскільки її не ухвалило журі. У свій час на рами відхилених картин ставили печатку «R» (фр. Refusé) — відмовлено.
У таких художників, як Моне, Мане, Ренуар, Базиль або Сіслей з їх уявленням про живопис, було небагато шансів брати участь у салоні. Журі постійно відхиляло навіть полотна Курбе, який був тоді відомим живописцем.

## Мотиви створення першого салону відхилених

### Рішення журі на початку 1863 року
1863 року кількість полотен, які один митець міг подати на салон, обмежили трьома. Це рішення викликало різку критику з боку мистецьких кіл Франції. Засідання журі з відбору полотен на салон розпочалися 2 квітня 1863 року. А вже 5 квітня поширилася чутка, що цього разу журі суворе, як ніколи. 12 квітня журі оголосило про своє рішення. Із 5 тисяч полотен, які представили на суд журі 3 тисячі живописців, журі відхилило 60 %.
Загалом вибухнув скандал. 22 квітня виставку відвідав Наполеон III, у супроводі свого ад'ютанта генерала Лебефа. Йому показали деякі з відхилених робіт. На його думку, вони мало чим відрізняються від прийнятих журі. Імператор виступив із заявою, надрукованою в газеті Le Moniteur universel:
«Імператор отримав численні скарги щодо витворів мистецтва, відхилених журі Салону. Його Величність, бажаючи дати можливість громадськості дійти власного висновку про правомірність цих скарг, вирішив, що знехтувані твори буде виставлено напоказ в іншій частині Палацу Індустрії. Виставка ця буде добровільною, і тим, хто не забажає взяти в ній участь, потрібно лише повідомити адміністрацію, яка негайно поверне їм їхні роботи».
На 7 травня — крайній термін, до якого митці мали ухвалити рішення про повернення своїх робіт, — близько 600 картин із представлених на суд журі повернули їхнім творцям. Як писав у «L'Artiste» Жуль Кастаньярі (1830—1888), великий поборник новаторства в мистецтві, справа була не такою однозначною, як це здавалося: «Повідомлення спричинило замішання в паризьких майстернях. Раділи й обіймали один одного. Але потім на зміну захопленням прийшло протверезіння. Що ж тепер робити? Чи скористатися пропозицією та виставити свої роботи? Це означає — наважитись (і не без шкоди для себе) дати відповідь на запитання, закладене в самому рішенні, — віддати себе на суд публіки, якщо роботу визнано явно поганою. І це означає поставити під сумнів об'єктивність Комісії та перейти на бік Інституту не лише зараз, але й на майбутнє. А якщо не виставляти? Це означає віддатися на суд журі, а отже, визнавши свою бездарність, сприяти зростанню його авторитету».

### Мистецтво розміщення полотен
Виставка була дивною сумішшю картин. Щоб уникнути розбіжностей щодо місця розвішування, роботи розташовували строго в алфавітному порядку — цей захід, хоч і раціональний, у візуальному плані викликав різнобій. В одному ряду з батальними сценами й оголеними дівами висіли роботи ще маловідомих новаторів: три полотна і три гравюри Мане, три полотна Пісарро, три — Йонкінда і роботи Сезанна, Гійомена і Фантен-Латура, не зазначені в каталозі. Також взяли участь Фелікс Бракмон, Фантен-Латур, Арман Готьє та Альфонс Легро. Полотна останніх трьох художників були також прийняті на офіційний салон. У каталозі Салону відхилених було вказано не всіх художників. Він залишився незакінченим, оскільки його укладали без допомоги організаторів, і для його закінчення просто не залишалося часу.

### Реакція публіки
Салон відхилених розпочав роботу 15 травня, тоді як офіційний салон відкрився 1 травня. Від самого початку експозиція приваблювала багатьох відвідувачів. У неділю число відвідувачів сягало 4000. Виставка виявилася більшим магнітом, ніж офіційний салон. Преса присвячувала живописцям, виставленим у «Салоні відхилених», все більші статті, так що в пресі курсував жарт про те, що художники, виставлені в офіційному салоні, сподіваються наступного року бути відхиленими журі і привернути тим самим до себе особливу увагу.
Проте більшість статей у пресі мали негативний характер, і реакція публіки була негативною. Полотна салону зазнавали глузувань з боку відвідувачів.

Мане, Сніданок на траві, 1863, Музей д'Орсе, Париж